# Canarium album
Canarium album là một loài thực vật có hoa trong họ Burseraceae. Loài này được (Lour.) DC. mô tả khoa học đầu tiên năm 1825.

## Hình ảnh

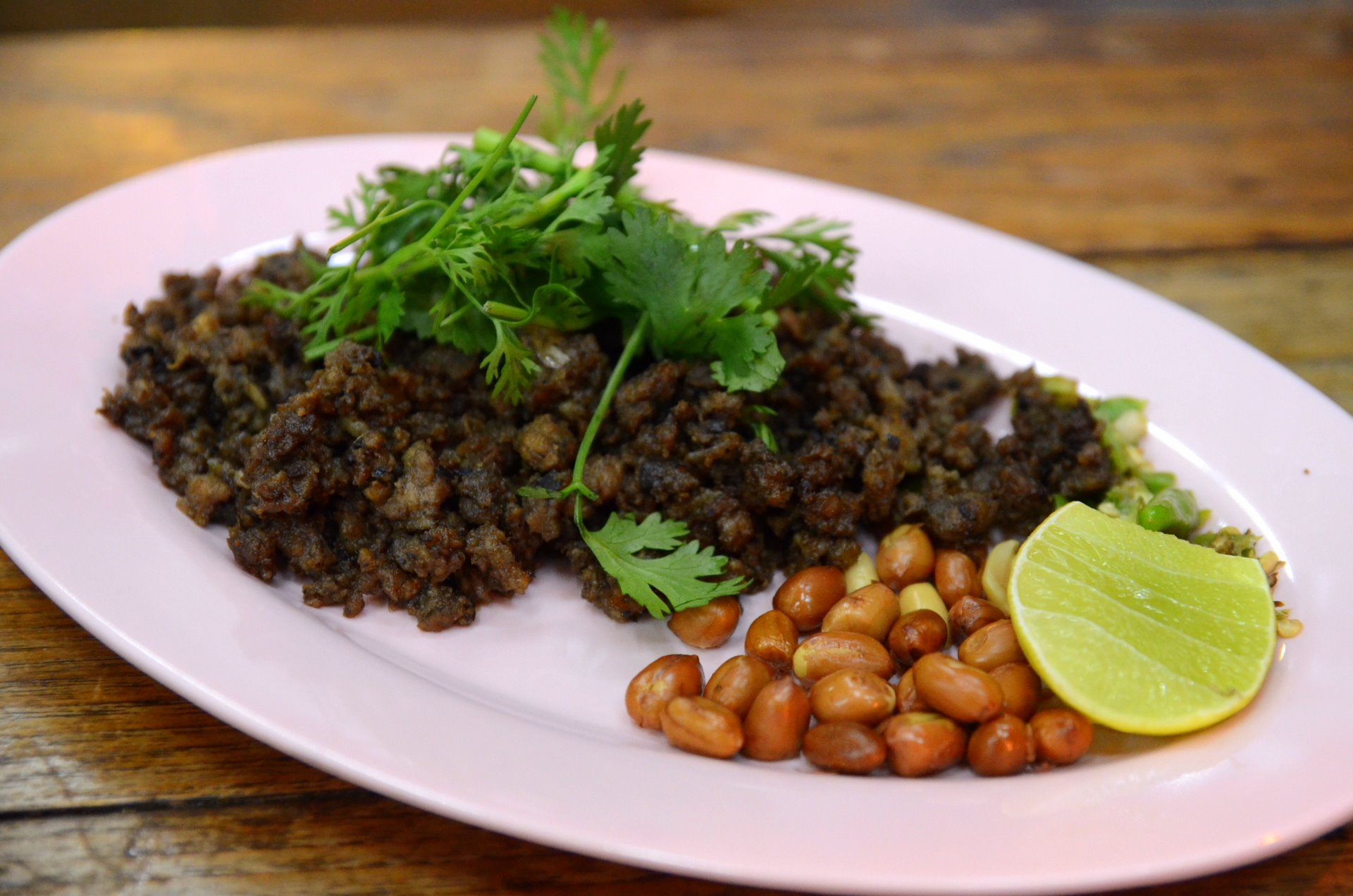